# Copelatus pereirai
Copelatus pereirai är en skalbaggsart som beskrevs av Guignot 1955. Copelatus pereirai ingår i släktet Copelatus och familjen dykare. Inga underarter finns listade i Catalogue of Life.